# Les Complices de Central Park
Pour plus de détails, voir Fiche technique et Distribution.
Les Complices de Central Park (I'm Not Rappaport) est un film américain réalisé par Herb Gardner, d'après sa pièce, sorti en 1996.

## Fiche technique
- Titre : Les Complices de Central Park
- Titre original : I'm Not Rappaport
- Réalisation : Herb Gardner
- Scénario : Herb Gardner d'après sa pièce Je ne suis pas Rappaport
- Photographie : Adam Holender
- Musique : Gerry Mulligan
- Pays d'origine : États-Unis
- Genre : comédie dramatique
- Durée : 135 minutes
- Date de sortie : 1996

## Distribution
- Walter Matthau : Nat Moyer
- Ossie Davis : Midge Carter
- Amy Irving : Clara Gelber
- Craig T. Nelson : le Cowboy
- Boyd Gaines : Pete Danforth
- Martha Plimpton : Laurie Campbell
- Guillermo Díaz : J.C.
- Elina Löwensohn : Clara Lemlich
- Ron Rifkin : Feigenbaum
- Marin Hinkle : Hannah
- Irwin Corey : Sol
- Salem Ludwig : Waiter
- William Preston : Jake
- Becky Ann Baker : Nurse
- Arthur Anderson : Mr. G
- Michael Angarano : le cow-boy à 3 ans
- Adam Lamberg : l'enfant "Spider-Man"
- Josh Pais : Rodney
- Vincent Laresca : Renaldo
- Elvis Nolasco : le chauffeur
- Bobby Cannavale : un client
- Peter Friedman : le père de Nat jeune
- Alexander Goodwin : Nat à 5 ans
- Heather Goldenhersh : une gréviste